# Jamaica Cafe
Jamaica Cafe es una banda musical de género vocal soprano y pop de Indonesia. Se formó en 1991, empezaron a interpretar sus temas musicales presentándose en barrios pobres en las cafeterías, las estaciones de televisión y eventos especiales de varias ciudades de Indonesia y de Singapur, ellos fueron invitados por primera vez en el "Esplanade Concert Hall", en febrero y diciembre del 2005. Para interpretar sus primeros temas musicales
Este grupo musical, está integrada por sus siguientes miembros como Prihartono "Anton" Mirzaputra , Michael "Biyik" da Lopez, Hekko Abrams, Enriko "Iko "Simangungsong, Pambudi "Bayu" Bayuseno y Jimmy. Ambos cantantes y músicos.
Jamaica Cafe recibió el premio de MURI (Indonesian Record Museum), nominados como el primer grupo de música vocal, gracias a su exitoso álbum titulado "Musik Mulut", junto con el lanzamiento de su otro álbum debut titulado "Mouth Music". Jamaica Cafe también donó para el Fondo Mundial para la Naturaleza, es decir para la protección del medio ambiente.
Jamaica Cafe también participó en un álbum recopilatorio de Erwin Gutawa, disco titulado Saludo "Salute to Koes Bersaudara Plus" de 2003, para interpretar una canción titulada "Nusantara II". Con una entrada de sonidos de instrumentos musicales tradicionales. Jamaica Cafe también ha colaborado con varios músicos indonesios y extranjeros, como Barry Manilow, Andre Hehanusa, Erwin Gutawa, Neri Per Caso (de Italia), inspiración (de Japón), Nash (de Malasia) y entre otros.

## Conciertos
- Esplanade Concert Hall Singapura, Feb. 2005[1]
- Esplanade Concert Hall Singapura, Dic. 2005
- Bentara Budaya Jakarta, 6 Nov. 2008[2][3]

## Discografía
- Musik Mulut, Desember 2004
- Twenty One, Desember 2012

## Pranala luar
- (en indonesio) Jamaica Cafe’s Unofficial Blog
- (en indonesio) Galeri foto di Kompas Images (enlace roto disponible en Internet Archive; véase el historial, la primera versión y la última).
- (en indonesio) Jamaica Cafe Identik dengan Kultur Indonesia (enlace roto disponible en Internet Archive; véase el historial, la primera versión y la última)., Sinar Harapan
- (en indonesio) Anton "Jamaica Cafe": Sebuah Pembuktian, Kompas 26 Januari 2002

- Datos: Q12487160